# Senoprosopis beckeri
Senoprosopis beckeri là một loài ruồi trong họ Asilidae. Senoprosopis beckeri được Lewis miêu tả năm 1972.